# Uptown Saturday Night
Uptown Saturday Night är en amerikansk actionkomedifilm från 1974 i regi av Sidney Poitier. I huvudrollerna ses Poitier, Bill Cosby och Harry Belafonte. Cosby och Poitier återkom i Kalabalik i gangstervärlden (1975) och A Piece of the Action  (1977). Även om Cosbys och Poitiers karaktärer har olika namn i varje film, anses de tre filmerna vara en trilogi.

## Rollista i urval
- Sidney Poitier - Steve Jackson
- Bill Cosby - Wardell Franklin
- Harry Belafonte - Dan "Geechie Dan" Beauford
- Calvin Lockhart - "Silky Slim"
- Flip Wilson - The Reverend
- Richard Pryor - "Sharp Eye" Washington
- Rosalind Cash - Sarah Jackson
- Roscoe Lee Browne - kongressledamot Chesley Lincoln
- Paula Kelly - Peggy "Leggy Peggy" / Mrs. Lincoln
- Lee Chamberlin - Madame Zenobia
- Johnny Sekka - Geechies hejduk
- Lincoln Kilpatrick - Slims hejduk #1
- Don Marshall - Slims hejduk #2
- Ketty Lester - Irma Franklin
- Harold Nicholas - Seymour "Little Seymour"
- Paul Harris - polis